# Maria Altmann
Pour les articles homonymes, voir Altmann et Bloch.
Maria Altmann, née Maria Viktoria Bloch à Vienne (alors en Autriche-Hongrie) le 18 février 1916 et morte à Los Angeles le 7 février 2011 , est une Autrichienne naturalisée américaine. Elle est connue pour sa campagne judiciaire afin de récupérer des tableaux de Gustav Klimt volés par les nazis à sa famille, dont un particulièrement célèbre, le portrait de sa tante, Adele Bloch-Bauer, dit « La Dame en or ».

## Biographie
Issue d'une famille de la grande bourgeoisie juive de Vienne, Maria Viktoria est la fille de Gustav Bloch (1862-1938) et de Therese Bauer (1874-1961). Elle est la nièce d'Adele Bloch-Bauer (1881-1925), qui tenait depuis la fin du XIXe siècle un salon fréquenté par de nombreux créateurs : Gustav Mahler, Richard Strauss, Arthur Schnitzler, Johannes Brahms, Gustav Klimt, Stefan Zweig.
En 1937, Maria épouse Fredrick (Fritz) Altmann (1908-1994), un ténor, lui aussi de famille juive. Peu de temps après leur lune de miel à Paris, l'Anschluss de 1938 incorpore l'Autriche à l'Allemagne nazie. Sous le régime nazi, Fredrick est arrêté en Autriche et retenu en otage dans le camp de concentration de Dachau pour obliger son frère Bernhard Altmann, alors en sécurité en Angleterre, à transférer son usine textile Bernhard Altmann aux mains des Allemands. Fredrick est libéré. Le couple s'enfuit par avion vers Cologne, feignant une visite chez le dentiste. Ils s'échappent péniblement en traversant la frontière hollandaise, laissant derrière eux leur maison, leurs proches et leurs biens, notamment des bijoux qui se retrouveront plus tard dans la collection d'Hermann Göring. Passant par Liverpool, en Angleterre, ils atteignent les États-Unis et s'installent d'abord à Fall River, dans le Massachusetts, puis dans le riche quartier de Cheviot Hills (en), à Los Angeles.
Nombre de leurs amis et parents ont été tués par les nazis ou se sont suicidés. La cousine de Maria Altmann, Ruth Rogers-Altmann, a réussi à quitter Vienne à la même époque et s'est installée à New York. Selon un témoignage de Maria Altmann, lorsque son frère Leopold, toujours à Vienne, est arrêté, il est amené devant un officier de la Gestapo. Il s'avère que ce dernier a été sauvé par Leopold quatre ans plus tôt lors d'un accident de ski et qu'il est un neveu d'Adolf Hitler. Pour le remercier, il libère Leopold et lui indique qu'il a trois jours pour fuir le pays, au delà, il ne pourra plus le protéger,. Leopold réussira à s'échapper vers le Canada où il changera de nom pour Leopold Bentley et fondera la société Canfor.
Maria aura quatre enfants avec Fredrick Altmann.
En 1998, Maria Altmann apprend grâce à une enquête minutieuse d'Hubertus Czernin les circonstances exactes par lesquelles la galerie viennoise s'est retrouvée « propriétaire » des œuvres de Gustav Klimt qui appartenaient à la famille Bloch-Bauer avant l'Anschluss et l'aryanisation de ses biens en mars 1938.
Entre 2003 et 2006, Maria Altmann, aidée par un avocat lui aussi d'origine autrichienne, E. Randol Schoenberg, mène une action contre l'État autrichien pour obtenir la restitution de cinq tableaux de Klimt, dont deux sont des portraits de sa tante. Ces œuvres étaient, depuis la fin de la guerre, détenues par le musée du Belvédère.
Après une assez longue procédure administrative et judiciaire aux États-Unis, la demande de restitution est tranchée par un tribunal arbitral siégeant à Vienne, qui, le 17 janvier 2006, rend un jugement sans appel ordonnant la restitution des œuvres à Maria Altmann et à ses cohéritiers.
En 2006, les tableaux sont mis en vente, Ronald Lauder se porte acquéreur du portrait d'Adele Bloch-Bauer I pour un montant de 135 millions US$. Les quatre autres toiles sont mises en vente chez Christie's en novembre de la même année. Le portrait d'Adele Bloch-Bauer est désormais exposé à la Neue Galerie à New York.
Maria Altmann meurt cinq ans plus tard, à Los Angeles, dans le quartier de Cheviot Hills.

## Destin des tableaux
Les tableaux ont été vendus pour un montant total de 327,6 millions de dollars : 
- Portrait d'Adele Bloch-Bauer I, acheté par Ronald Lauder en juin 2006 pour 135 millions[8] ;
- Portrait d'Adèle Bloch-Bauer II (87,9 millions) ;
- Buchenwald/Birkenwald (40,3 millions) ;
- Apfelbaum I (33 millions) ;
- Häuser in Unterach am Attersee (31,4 millions)[9].

Les œuvres réclamées et restituées
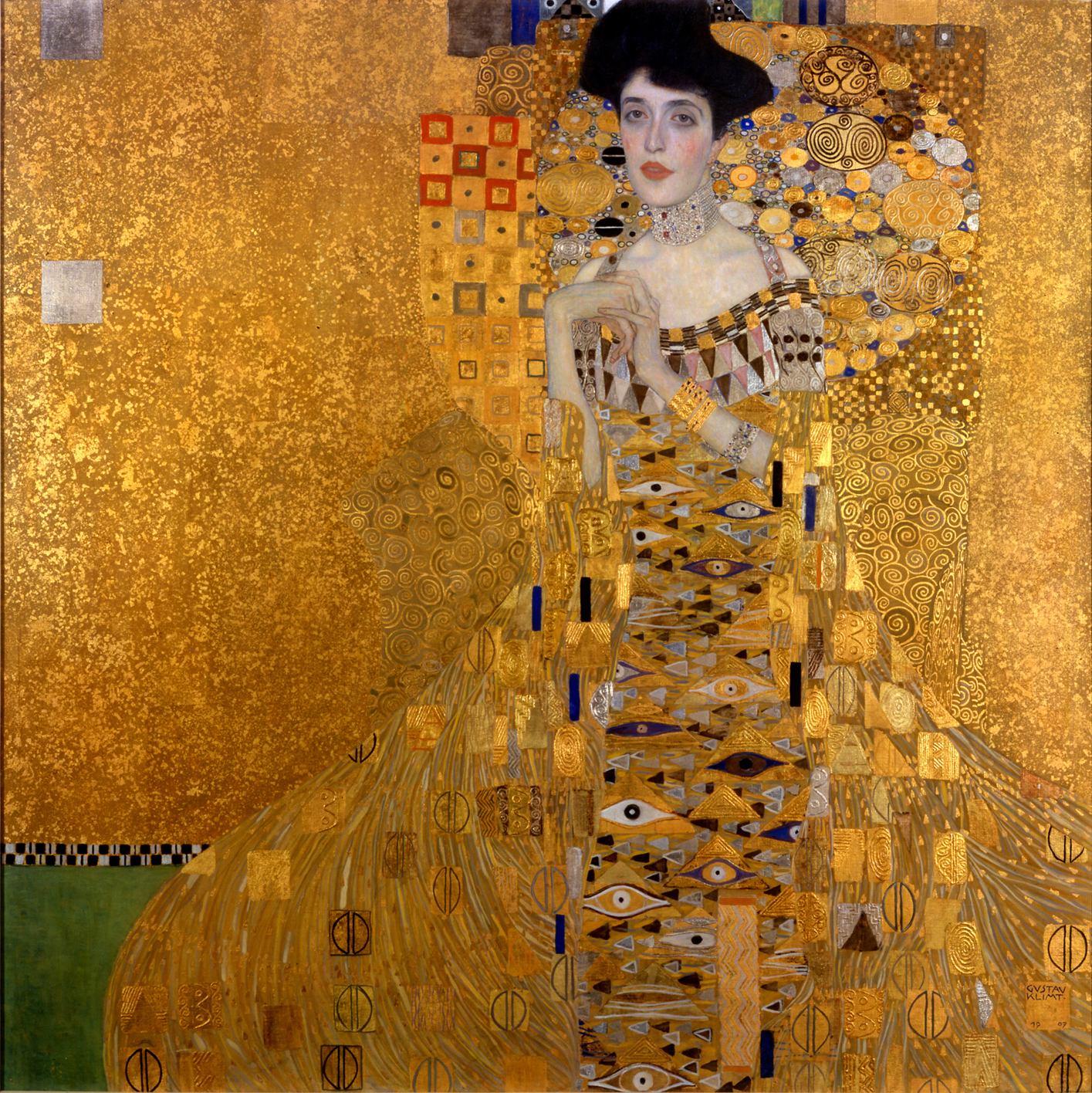
Adele Bloch-Bauer I, 1907
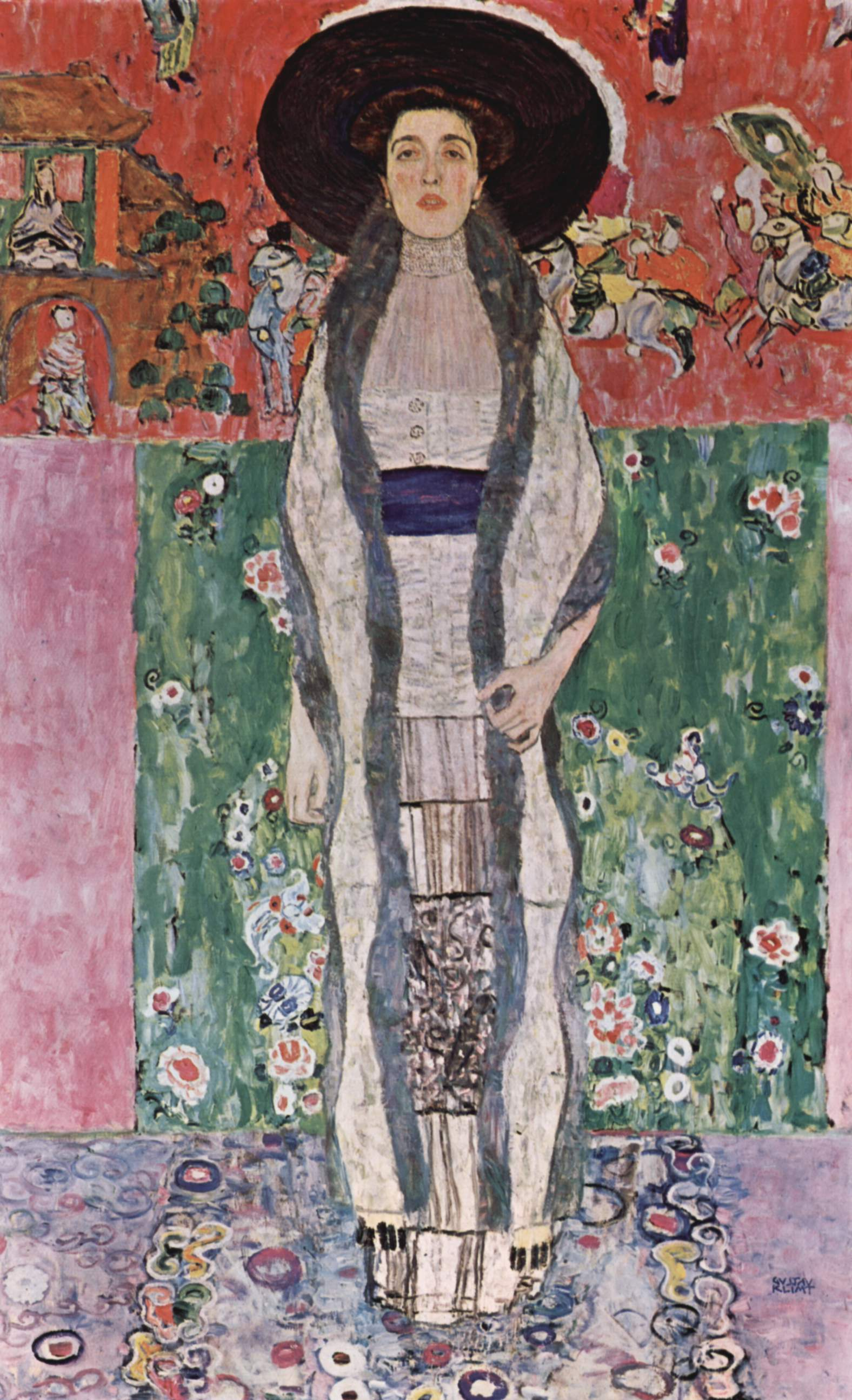
A. Bloch-Bauer II, 1912
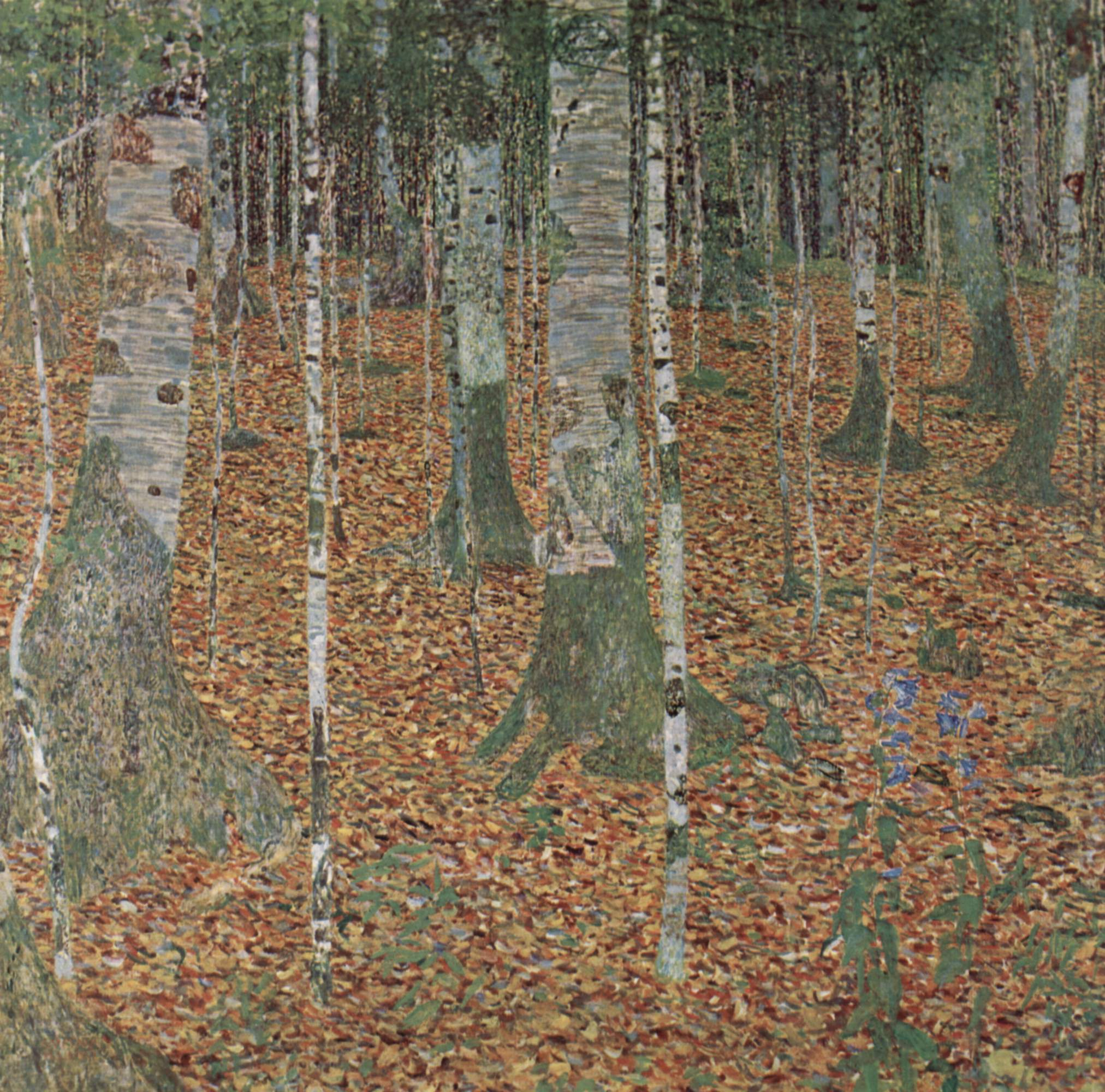
Buchenwald/Birkenwald, 1903
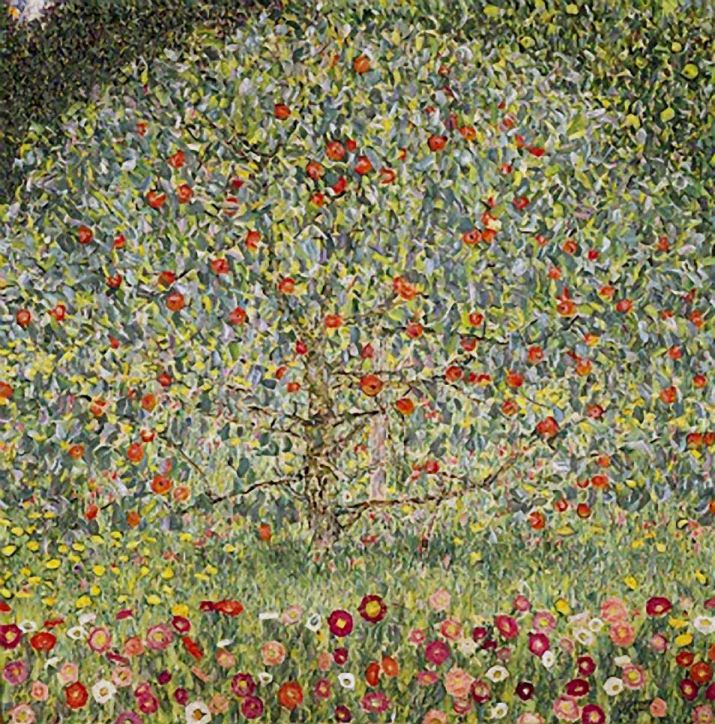
Apfelbaum I, 1912
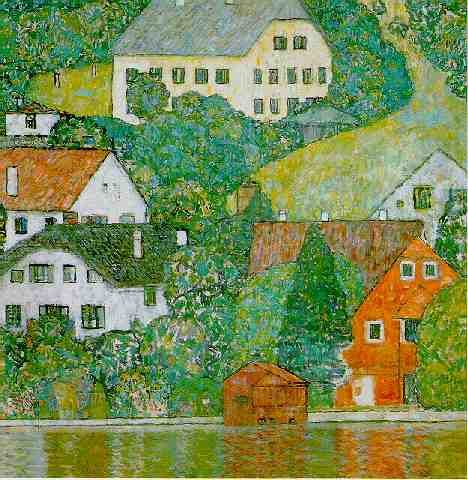
Häuser in Unterach am Attersee, 1916

## Maria Altmann au cinéma

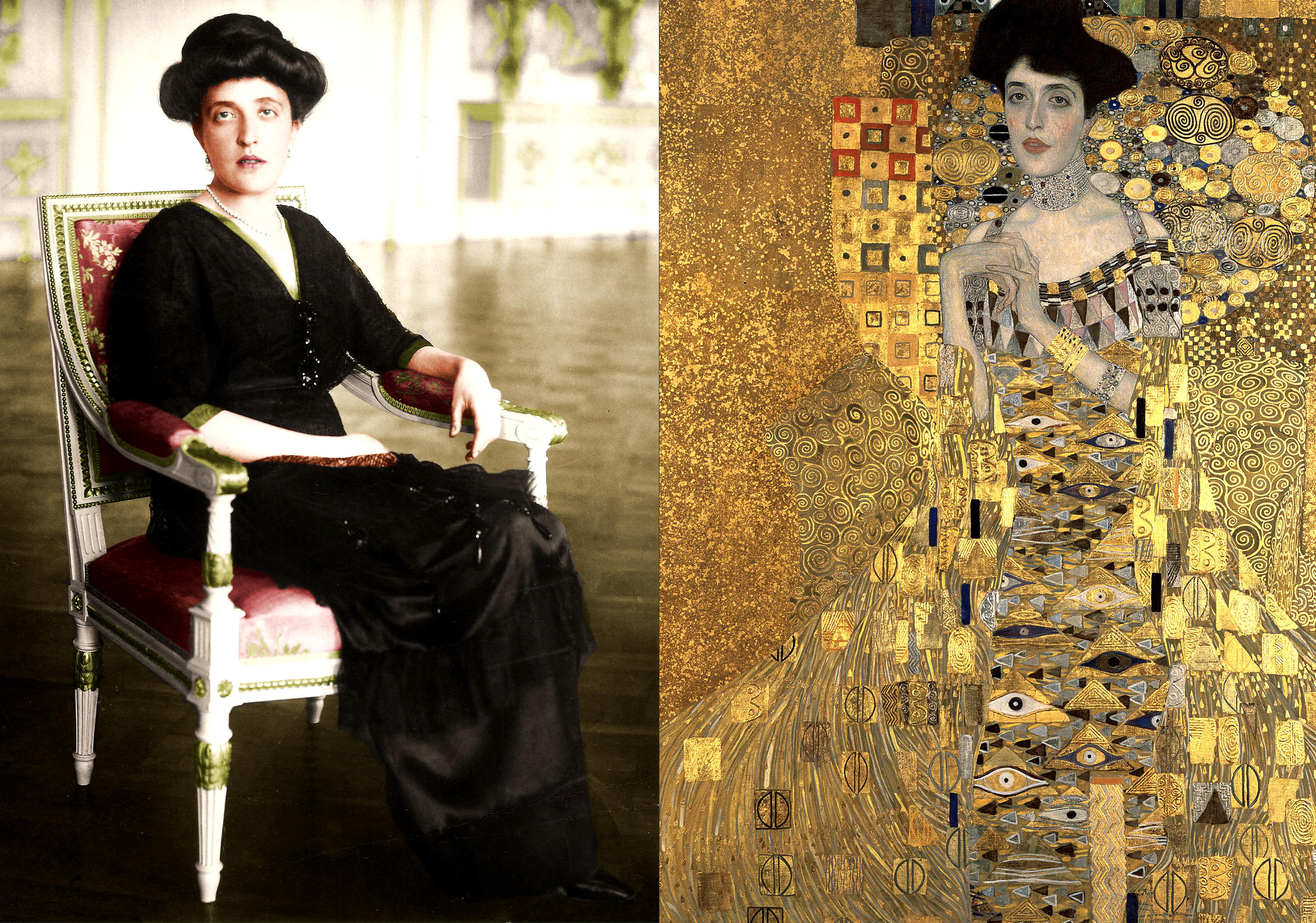
La tante de Maria Altmann, Adele Bloch-Bauer, vers 1910 (image colorisée) et la Woman in gold de 1907 réalisée par Gustav Klimt (détail).

Le film de 2015, La Femme au tableau (Woman in Gold) de Simon Curtis avec Helen Mirren dans le rôle de Maria Altmann et Ryan Reynolds dans celui de son avocat, retrace le combat de Maria pour la restitution.